# Мадс Микелсен
Мадс Дитман Микелсен (дан. Mads Dittmann Mikkelsen; 22. новембар 1965) је дански глумац. У Холивуду је дебитовао 2004. године, поред Клајва Овена и Кире Најтли у филму Краљ Артур, који је режирао Антоан Фјуква, а светску славу је стекао после тумачења негативца који се супроставља Џејмсу Бонду у филму Казино ројал. Глумио је у филмовима Отвори срце Сузане Биер, Ја сам Дина са Жераром Депардјеом, Вилбур хоће да се убије Лоне Шерфих и др. Добитник је награде за најбољег глумца на Канском фестивалу 2012. године, за улогу у филму Лов
Његов старији брат је такође познати дански глумац Ларс Микелсен.

## Филмографија
| Улоге Мадса Микелсена |                                    |               |                    |          |
| Година                | Српски назив                       | Изворни назив | Улога              | Напомена |
| 1996.                 | Дилер                              |               | Тони               |          |
| 2002.                 | Ја сам Дина                        |               | Нилс               |          |
| 2002.                 | Отвори срце                        |               | Нилс               |          |
| 2002.                 | Вилбур хоће да се убије            |               | Хорст              |          |
| 2004.                 | Краљ Артур                         |               | Тристан            |          |
| 2004.                 | Пушер 2                            |               | Тони               |          |
| 2006.                 | Казино Ројал                       |               | Ле Шифр            |          |
| 2009.                 | Коко Шанел и Игор Стравински       |               | Игор Стравински    |          |
| 2010.                 | Борба титана                       |               | Драко              |          |
| 2012.                 | Лов                                |               | Лукас              |          |
| 2016.                 | Доктор Стрејнџ                     |               | Кајсилијус         |          |
| 2016.                 | Одметник-1: Прича Ратова звезда    |               | Гејлен Ерсо        |          |
| 2020.                 | Још једна тура                     |               | Мартин             |          |
| 2022.                 | Фантастичне звери: Тајне Дамблдора |               | Гелерт Гринделвалд |          |
| 2023.                 | Индијана Џоунс и артефакт судбине  |               | Јирген Фолер       |          |
| 2024.                 | Муфаса: Краљ лавова                |               | Кирос (глас)       |          |